# Émile Billard
Émile Billard (Le Havre, 5 april 1852 - Le Havre 29 juni 1930) was een Frans zeiler.
Billard behaalde samen met Paul Perquer tijdens de Olympische Zomerspelen 1900 de titel in de 10-20 ton klasse.

## Resultaten

### Olympische Zomerspelen
| Jaar | Plaats | Resultaten       |
| ---- | ------ | ---------------- |
| 1900 | Parijs | 10-20 ton klasse |